# Szidarovszky János
Szidarovszky János (Újpest, 1881. október 21. – Budapest, 1947. december 30.) nyelvész, a Magyar Tudományos Akadémia levelező tagja (1935).

## Életútja
Szidarovszky János és Pádly Gizella fiaként született, édesapja lengyel születésű volt. A Budapest-Fasori Evangélikus Gimnáziumban 1900-ban megszerzett érettségi után felsőfokú tanulmányait a Budapesti Tudományegyetemen végezte, ahol 1904-ben szerzett bölcsészdoktori oklevelet magyar-latin szakon. Tanári oklevelét 1905-ben szerezte meg. Pályafutását középiskolai tanárként kezdte, 1904 és 1907 között a III. Kerületi Magyar Királyi Állami Főgimnáziumban tanított, majd 1907-től 1909-ig a Temesvári Piarista Gimnáziumban, 1909-től 1913-ig a Szolnoki Állami Főgimnáziumban folytatta oktatói tevékenységét. 1914-ben visszatért Budapestre, és a kőbányai X. Kerületi Állami Főgimnázium tanára lett. 1920-ban a Budapesti Országos Középiskolai Tanárvizsgáló Bizottság alkalmazásába került, majd ezzel párhuzamosan 1924-től a szervezetileg a Pázmány Péter Tudományegyetemhez tartozó Magyar Királyi Középiskolai Tanárképző Intézetben az indogermán összehasonlító nyelvészet előadó tanáraként oktatott. 1940-ben nyugalomba vonult, de 1944-ig még előadásokat tartott a tanárszakos hallgatóknak. 1947-ben, hatvanhat éves korában hunyt el agyvérzés következtében.
1906-ban nősült meg, felesége Battlay Mária volt, akitől lánya és a később mérnökké vált ifjabb Szidarovszky János (1913–2002) született. Unokája Szidarovszky Ferenc (1945–2024) matematikus.

## Munkássága
Szidarovszky János a magyar indogermanisztika és klasszika-filológia meghatározó alakja volt, az ógörög és latin nyelvek történeti fonetikájával és morfológiájával, valamint indogermán történeti-összehasonlító nyelvészettel foglalkozott. Munkássága révén hozzájárult a magyar indogermanisztika nemzetközi színvonalra emeléséhez és a későbbi generációk nyelvészeinek képzéséhez. Fő műve, az 1932 és 1935 között megjelent A görög és a latin nyelv hang- és alaktana évtizedekig alapvető kézikönyvnek számított a magyarországi egyetemi oktatásban. Ez a 467 oldalas munka a klasszikus nyelvekre vonatkozó legkorszerűbb indogermanisztikai eredményeket foglalta össze, számos saját megfigyeléssel kiegészítve.
Tudományos munkásságának további fontos elemei közé tartozott a Budenz József indogermán összehasonlító nyelvtudományi munkássága (1936) című tanulmánya, valamint az Akadémián tartott székfoglalója, az Újabb elméletek az indogermán ínyhangokról (1937), amelyben a gutturálisok (ínyhangok) kérdését elemezte. Rendszeresen publikált cikkeket és recenziókat, amelyekben a hangtani változásoktól az etimológiai problémákig számos kérdést vizsgált.
1935-ben a Magyar Tudományos Akadémia levelező tagjává választották.

## Főbb művei
- Hazafias líránk. 1819-1849. Budapest,1904;
- Az indogermán nyelvtudomány újabb irodalma. Országos Középiskolai Tanáregyesületi Közlöny;
- Dárajavaus feliratai. Történelmi Szemle 1926;
- Nyelvtani apróságok. Egyetemes Philologiai Közlöny 1927;
- A görög -r/-nt-tövek. A latin aes genitivus eredetéhez. Egyetemes Philologiai Közlöny 1931;
- A görög és latin nyelv hang- és alaktana. Budapest, 1932-1935;
- Budenz József indogermán összehasonlító nyelvtudományi munkássága. Nyelvtudományi Közlemények 1936;
- Újabb elméletek az indogermán ínyhangokról. In: Értekezések a Nyelv- és Széptudományok Osztálya körébõl, Budapest 1937;
- A latin nyelvrokonság kérdése. Egyetemes Philologiai Közlöny 1939;
- Az indogermán összehasonlító nyelvtudomány hazánkban. In: Melich Emlékkönyv, Budapest 1942;